# ایرکوتسک

مرکز شهر ایرکوتسک.

ایرکوتْسْک (به روسی: Ирку́тск، زبان بوریاتی: Эрхүү، تلفظ: اَرخی) یکی از بزرگ‌ترین شهرهای سیبری و مرکز استان ایرکوتسک روسیه‌است.
این شهر که با راه آهن ۵٬۱۸۵ کیلومتر از مسکو فاصله دارد، به مرز مغولستان نزدیک و ۵ ساعت از وقت مسکو جلوتر است. این شهر بر اساس آمار سال ۲۰۱۵ میلادی ۶۲۰،۱۰۰ نفر جمعیت دارد.
شهر ایرکوتسک در کنار رود آنگارا و میان سد ایرکوتسک و دریاچه بایکال واقع شده‌است و به خاطر نمودهای زیاد تاریخی که در آن دیده می‌شود به آن لقب «پاریس سیبری» داده‌اند.
ایرکوتسک بزرگ‌ترین مرکز اقتصادی و فرهنگی سیبری خاوری است. بخش صنعتی این شهر بزرگ است و دربرگیرنده صنایع آلومینیوم (بوکسیت کوه‌های اورال)، کارخانه‌های شیمیایی، ماشین‌آلات (برای صنایع معدنی پیرامون، صنایع چوب و صنایع غذایی است.
بخش اصلی شهر توسط شاخه‌ای از رود ایدا از یک بخش مهم دیگر که مکان‌هایی چون صومعه، دژ، حومه و بندرگاه ایرکوتسک در آن قرار دارد جدا شده‌است.

## آب و هوا
ایرکوتسک آب‌وهوایی زیرشمالگانی دارد که از ویژگی‌های آن سرما و گرمای شدید است.
دمای هوا در زمستان گاه به ۵۰- درجه سانتی گراد می‌رسد در عوض در تابستان ممکن است به ۳۵ درجه سانتی گراد نیز برسد.
| ماه                                | ژانویه | فوریه | مارس  | آوریل | مه    | ژوئن | ژوئیه | اوت  | سپتامبر | اکتبر | نوامبر | دسامبر | سال   |  |
| ---------------------------------- | ------ | ----- | ----- | ----- | ----- | ---- | ----- | ---- | ------- | ----- | ------ | ------ | ----- |  |
| رکورد بالاترین دما (سانتی گراد)    | 2.3    | 10.2  | 20.0  | 29.2  | 34.5  | 35.0 | 37.2  | 34.1 | 29.5    | 25.6  | 14.1   | 4.6    | 37.2  |  |
| میانگین بالاترین دما (سانتی گراد)  | 14.8-  | 10.5- | 1.7-  | 7.9   | 16.3  | 22.6 | 24.6  | 22.0 | 15.3    | 7.1   | 4.4-   | 12.9-  | 6.1   |  |
| میانگین پایین‌ترین دما (سانتی گراد) | 25.1-  | 23.4- | 15.8- | 4.8-  | 1.6   | 7.6  | 11.4  | 9.3  | 2.6     | 4.4-  | 14.9-  | 22.7-  | 6.5-  |  |
| رکورد پایین‌ترین دما (سانتی گراد)   | 49.7-  | 44.7- | 37.3- | 31.8- | 14.3- | 6.0- | 0.4   | 2.7- | 11.9-   | 30.5- | 40.4-  | 46.3-  | 49.7- |  |
| میانگین بارش (میلی متر)            | 12     | 9     | 13    | 19    | 33    | 62   | 120   | 86   | 50      | 30    | 18     | 19     | 471   |  |

## پیشینه
شهر ایرکوتسک در سال ۱۶۵۲ میلادی با نام ایرکوتسکویه زیموویه در ریزشگاه رودخانه ایرکوت به رود آنگارا بنیاد شد.
سی سال پس از آن این شهر تبدیل به کانون بازرگانی روسیه با چین و مغولستان شد.
ایرکوتسک از سده ۱۸ میلادی به عنوان مرکز اداری سرزمین‌های تصرف‌شده توسط روس‌ها در سیبری عمل کرده‌است. در پایانه‌های سده ۱۹، موجی از جویندگان طلا به سوی دوردست‌های سیبری روان شدند و محل آغاز سفرهای آن‌ها شهر ایرکوتسک بود.

## نگارخانه

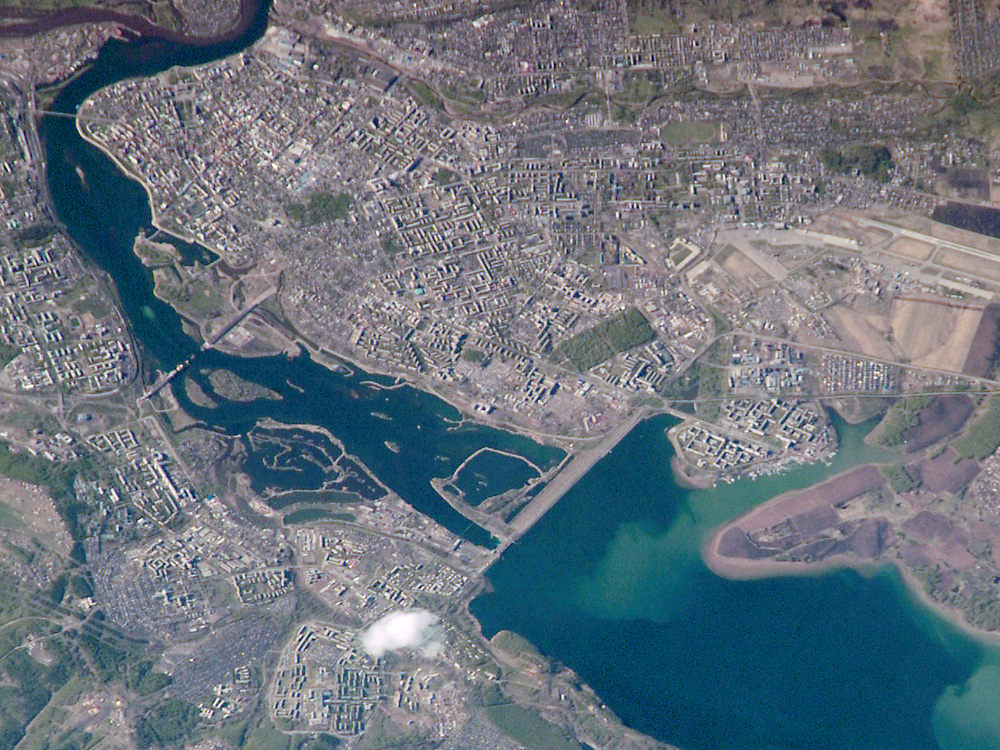
دید ماهواره‌ای از ایرکوتسک
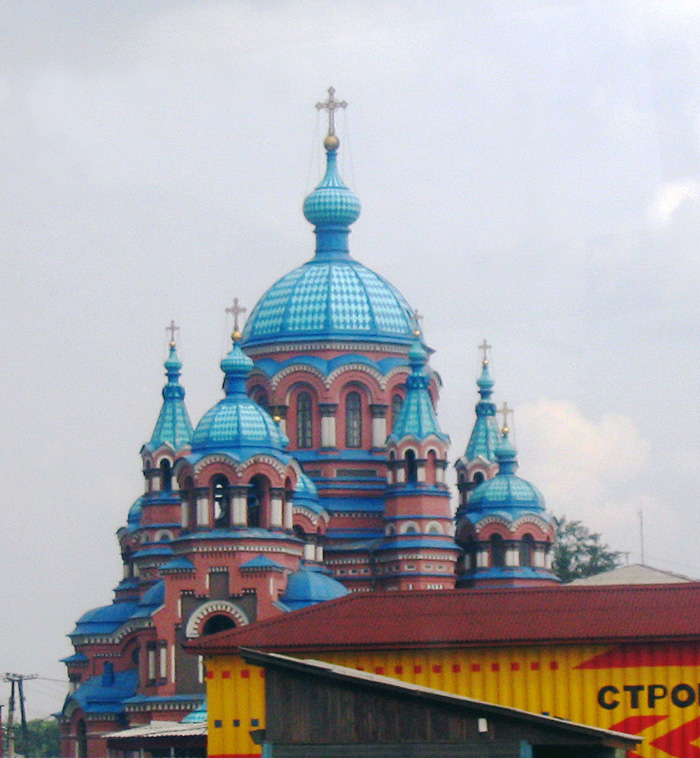
کلیسای کازانسکی
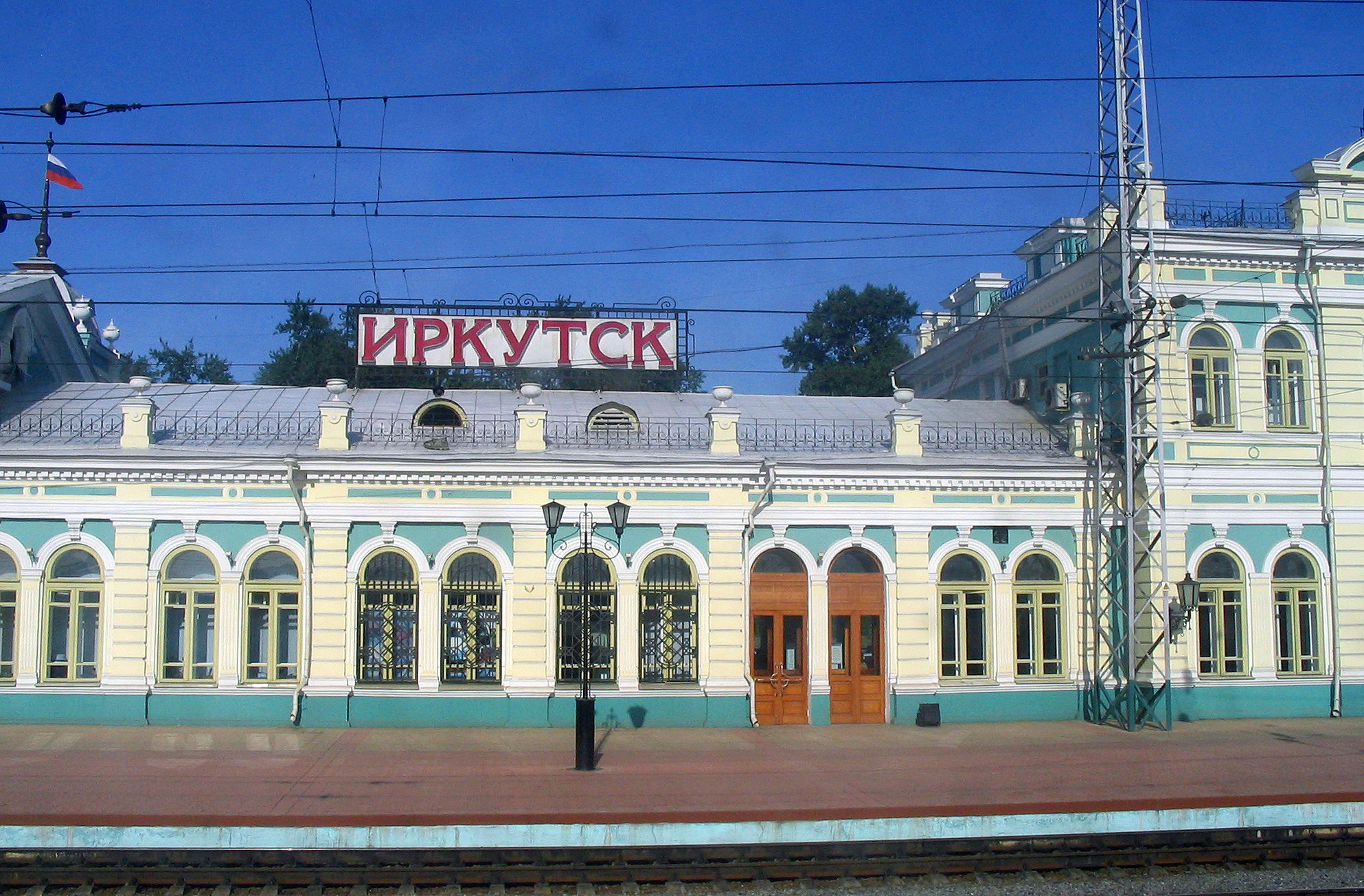
ایستگاه راه آهن ایرکوتسک
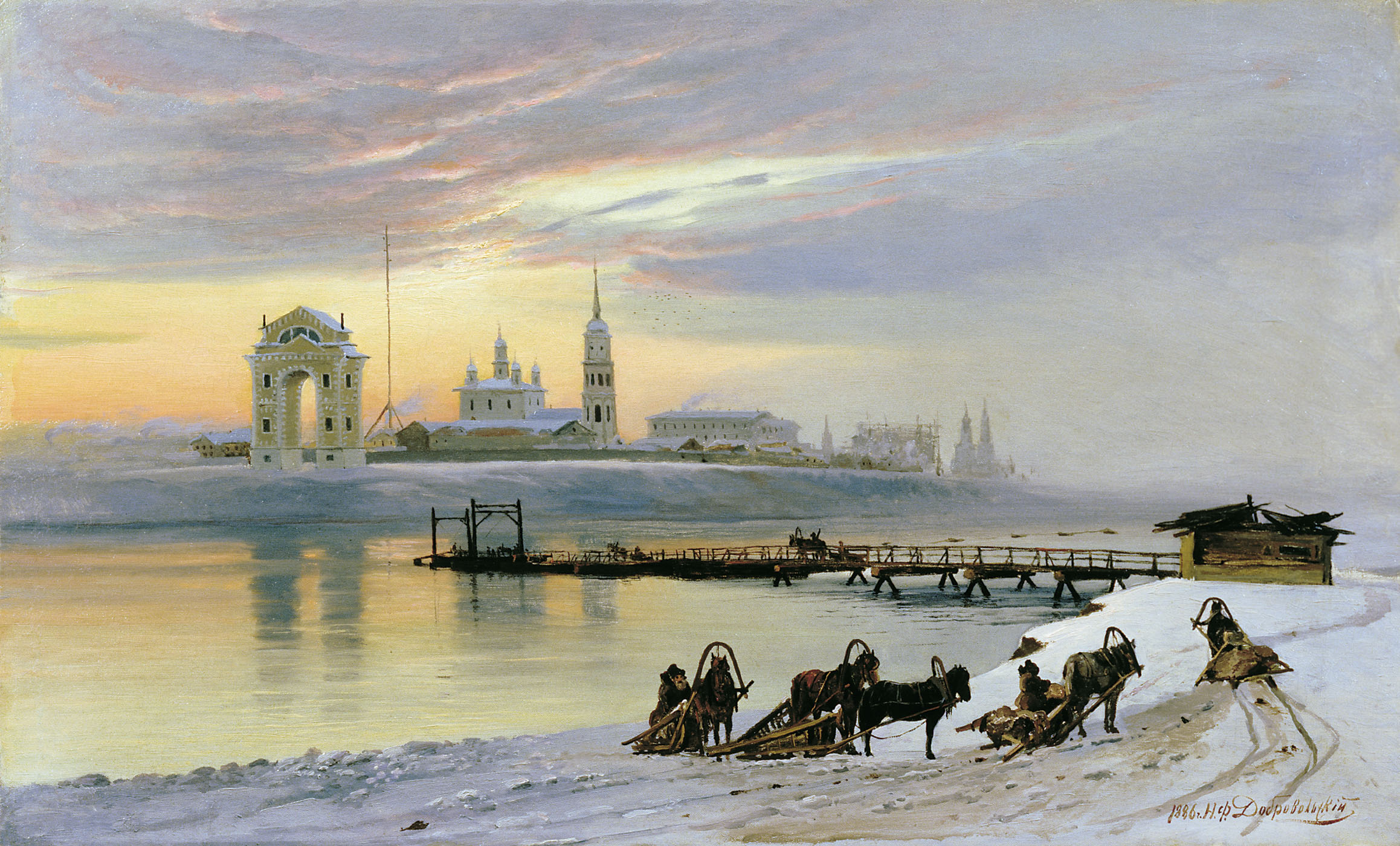
گذر از رود آنگارا در ایرکوتسک (۱۸۸۶)